# Vít Turtenwald
Vít Turtenwald (* 5. března 1980 Ostrov nad Ohří) je bývalý český fotbalový obránce, momentálně působí jako trenér týmu FK Rudná U15
Turtenwald je odchovancem fotbalu v Ostrově nad Ohří. V místním klubu působil až do roku 1994, kdy přestoupil do týmu 3. ligy, 1. FC Plzeň. Od roku 1998 začaly jeho téměř pravidelné prvoligové i druholigové štace. Premiéru v první lize si odbyl v dresu Teplic, poté byl na několika hostováních, v týmech FC Chomutov a SC Xaverov Horní Počernice, až přestoupil v roce 2003 do Příbrami, kde odehrál celkem 56 utkání. V roce 2004 přišlo jeho první zahraniční angažmá, když přijal nabídku od Kyperského týmu APEP. Pravidelně nastupoval, po sezoně však odešel zpět do střední Evropy, do slovenského klubu FC Spartak Trnava. V sestavě se ale v jarní části po změně trenéra moc neobjevoval a tak v roce 2007 odešel hrát do Bohemians 1905. Tento tým však na konci sezony sestoupil do druhé ligy a Turtenwald přijal nabídku hrát v konkurenčních FK Bohemians Praha, kteří naopak postoupili do nejvyšší soutěže.
V roce 2009 odešel do klubu FC Tobol Kostanaj, kde se stal mistrem ligy, kdy gólem v posledním zápase rozhodl o zisku titulu mistra ligy Kazachstánu. Vzhledem k místnímu platnému pravidlu o cizincích nemohl prodloužit smlouvu s klubem. Po dlouhých vyjednáváních s kluby v ČR a neochotou domluvit se na odstupném se střížkovskými Bohemians odešel hrát nižší soutěž do německého HSV Heidenau.
Jako kapitán fotbalové reprezentace v Malé kopané se zúčastnil ME v Černé Hoře a Chorvatsku, kde s týmem vybojovali třetí a čtvrtou příčku.
I jako stále aktivní hráč začal trénovat mladé fotbalisty v klubu FK Rudná.